# Pitha Haningtyas Mentari
Pitha Haningtyas Mentari (* 1. Juli 1999 in Jakarta) ist eine indonesische Badmintonspielerin.

## Karriere
Pitha Haningtyas Mentari siegte 2019 beim Indonesia Masters, 2022 beim Spain Masters. 2024 startete sie bei den Olympischen Spielen in Paris. Im  Mixed schied sie dabei gemeinsam mit Rinov Rivaldy schon in der Vorrunde aus.

## Erfolge

### Südostasienspiele
Mixed
| Jahr | Ort                                                  | Partner       | Gegner                         | Ergebnis            | Resultat |
| ---- | ---------------------------------------------------- | ------------- | ------------------------------ | ------------------- | -------- |
| 2019 | Muntinlupa Sports Complex, Metro Manila, Philippinen | Rinov Rivaldy | Goh Soon Huat Shevon Jemie Lai | 21–18, 11–21, 22–24 | Bronze   |
| 2021 | Bac Giang Gymnasium, Bắc Giang, Vietnam              | Rinov Rivaldy | Chen Tang Jie Peck Yen Wei     | 22–20, 13–21, 18–21 | Bronze   |

### Badminton-Juniorenweltmeisterschaft
Mixed
| Jahr | Ort                                    | Partner       | Gegner                                               | Ergebnis            | Resultat |
| ---- | -------------------------------------- | ------------- | ---------------------------------------------------- | ------------------- | -------- |
| 2017 | GOR Among Rogo, Yogyakarta, Indonesien | Rinov Rivaldy | Rehan Naufal Kusharjanto Siti Fadia Silva Ramadhanti | 21–23, 21–15, 21–18 | Gold     |

### BWF World Tour
Mixed
| Jahr | Wettbewerb              | Level     | Partner       | Gegner                                    | Ergebnis            | Resultat |
| ---- | ----------------------- | --------- | ------------- | ----------------------------------------- | ------------------- | -------- |
| 2018 | Indonesia Masters       | Super 100 | Rinov Rivaldy | Nipitphon Puangpuapech Savitree Amitrapai | 21–19, 21–18        | Sieger   |
| 2018 | Syed Modi International | Super 300 | Rinov Rivaldy | Ou Xuanyi Feng Xueying                    | 20–22, 10–21        | Finalist |
| 2019 | Swiss Open              | Super 300 | Rinov Rivaldy | Mathias Bay-Smidt Rikke S. Hansen         | 18–21, 21–12, 16–21 | Finalist |
| 2021 | Spain Masters           | Super 300 | Rinov Rivaldy | Niclas Nøhr Amalie Magelund               | 21–18, 21–15        | Sieger   |
| 2022 | Malaysia Masters        | Super 500 | Rinov Rivaldy | Zheng Siwei Huang Yaqiong                 | 17–21, 12–21        | Finalist |
| 2024 | Orléans Masters         | Super 300 | Rinov Rivaldy | Cheng Xing Zhang Chi                      | 21–16, 18–21, 15–21 | Finalist |
| 2024 | Spain Masters           | Super 300 | Rinov Rivaldy | Cheng Xing Zhang Chi                      | 17–21, 21–12, 21–13 | Sieger   |
| 2024 | Malaysia Masters        | Super 500 | Rinov Rivaldy | Goh Soon Huat Shevon Jemie Lai            | 18–21, 19–21        | Finalist |

### Junioren
Damendoppel
| Jahr | Wettbewerb           | Partner     | Gegner                              | Ergebnis            | Resultat |
| ---- | -------------------- | ----------- | ----------------------------------- | ------------------- | -------- |
| 2016 | Granular Junior Open | Virni Putri | Ruethaichanok Laisuan Alisa Sapniti | 11–21, 21–13, 21–18 | Sieger   |
| 2016 | Indonesia Juniors    | Virni Putri | Monika Insani Dianita Saraswati     | 21–13, 21–14        | Sieger   |

Mixed
| Jahr | Wettbewerb           | Partner               | Gegner                                      | Ergebnis     | Resultat |
| ---- | -------------------- | --------------------- | ------------------------------------------- | ------------ | -------- |
| 2016 | Granular Junior Open | Alfandy Rizki Kasturo | Pachaarapol Nipornram Ruethaichanok Laisuan | 12–21, 22–24 | Finalist |

### Nationalmannschaft
- Erwachsene

| Team events                     | 2019 | 2020 | 2021 | 2022 | 2023 |
| ------------------------------- | ---- | ---- | ---- | ---- | ---- |
| Südostasienspiele               | S    | NH   | S    | NH   | A    |
| Mannschaftsasienmeisterschaften | A    | NH   | NH   | NH   | QF   |
| Asienspiele                     | NH   | NH   | NH   | QF   | NH   |
| Sudirman Cup                    | A    | NH   | QF   | NH   | QF   |

### Einzelwettbewerbe

#### Junioren
- Damendoppel

| Events                     | 2017 |
| -------------------------- | ---- |
| Juniorenasienmeisterschaft | QF   |
| Juniorenweltmeisterschaft  | 2R   |

- Mixed

| Events                     | 2017 |
| -------------------------- | ---- |
| Juniorenasienmeisterschaft | 3R   |
| Juniorenweltmeisterschaft  | G    |

#### Erwachsene

##### Damendoppel
| Wettbewerb                  | BWF Super Series / Grand Prix | BWF Super Series / Grand Prix | BWF World Tour | Best     |
| Wettbewerb                  | 2016                          | 2017                          | 2018           | Best     |
| --------------------------- | ----------------------------- | ----------------------------- | -------------- | -------- |
| Chinese Taipei Open         | A                             | A                             | 2R             | 2R ('18) |
| Vietnam Open                | 1R                            | A                             | SF             | SF ('18) |
| Indonesia Masters Super 100 | NH                            | NH                            | 1R             | 1R ('18) |
| Macau Open                  | A                             | A                             | 1R             | 1R ('18) |
| Jahresendrangliste          | 215                           | 182                           | 155            | 130      |
| Wettbewerb                  | 2016                          | 2017                          | 2018           | Best     |

##### Mixed
| Events              | 2019 | 2020   | 2021   | 2022 | 2023 | 2024 |
| ------------------- | ---- | ------ | ------ | ---- | ---- | ---- |
| Südostasienspiele   | B    | NH     | B      | NH   | A    | NH   |
| Asienmeisterschaft  | 2R   | NH     | NH     | QF   | QF   | 2R   |
| Asienspiele         | NH   | NH     | NH     | 2R   | NH   | NH   |
| Weltmeisterschaften | 2R   | NH     | d.n.s. | 3R   | 3R   | NH   |
| Olympia             | NH   | d.n.q. | NH     | NH   | NH   | RR   |

| Wettbewerb                       | BWF World Tour | BWF World Tour | BWF World Tour | BWF World Tour | BWF World Tour | BWF World Tour | BWF World Tour | BWF World Tour | Best               |
| Wettbewerb                       | 2018           | 2019           | 2020           | 2021           | 2022           | 2023           | 2024           | 2025           | Best               |
| -------------------------------- | -------------- | -------------- | -------------- | -------------- | -------------- | -------------- | -------------- | -------------- | ------------------ |
| Malaysia Open                    | A              | 2R             | NH             | NH             | 2R             | 1R             | 1R             | A              | 2R ('19, '22)      |
| India Open                       | A              | A              | NH             | NH             | A              | 1R             | 1R             | A              | 1R ('23, '24)      |
| Indonesian Masters               | A              | 2R             | 1R             | 1R             | QF             | 2R             | 2R             | 1R             | QF ('22)           |
| Thailand Masters                 | A              | A              | 1R             | NH             | NH             | A              | 1R             | 1R             | 1R ('20, '24, '25) |
| German Open                      | A              | 2R             | NH             | NH             | QF             | A              | 2R             | Q              | QF ('22)           |
| Orléans Masters                  | A              | A              | NH             | A              | A              | d.n.s.         | F              | A              | F ('24)            |
| All England Open                 | A              | 1R             | 2R             | A              | 1R             | 1R             | A              | A              | 2R ('20)           |
| Ruichang China Masters           | QF             | A              | NH             | NH             | NH             | A              | A              | Q              | QF ('18)           |
| Swiss Open                       | A              | F              | NH             | 2R             | 1R             | QF             | 1R             |                | F ('19)            |
| Spain Masters                    | A              | QF             | A              | W              | NH             | d.n.s.         | W              | NH             | W ('21, '24)       |
| Thailand Open                    | A              | 2R             | 1R             | NH             | A              | A              | SF             |                | SF ('24)           |
| Thailand Open                    | A              | 2R             | 1R             | NH             | A              | A              | SF             |                | SF ('24)           |
| Malaysia Masters                 | A              | 1R             | 1R             | NH             | F              | QF             | F              |                | F ('22, '24)       |
| Singapore Open                   | QF             | 2R             | NH             | NH             | 2R             | 2R             | A              |                | QF ('18)           |
| Indonesia Open                   | A              | 1R             | NH             | 1R             | 1R             | QF             | 1R             |                | QF ('23)           |
| Australian Open                  | A              | A              | NH             | NH             | d.n.s.         | QF             | A              |                | QF ('23)           |
| Japan Open                       | A              | 1R             | NH             | NH             | 2R             | 1R             | A              |                | 2R ('22)           |
| Korea Open                       | 1R             | SF             | NH             | NH             | SF             | A              | A              |                | SF ('19, '22)      |
| Indonesia Masters Super 100      | W              | A              | NH             | NH             | A              | A              | A              |                | W ('18)            |
| Chinese Taipei Open              | QF             | QF             | NH             | NH             | d.n.s.         | 2R             | A              |                | QF ('18, '19)      |
| Vietnam Open                     | SF             | A              | NH             | NH             | A              | A              | A              |                | SF ('18)           |
| Hong Kong Open                   | A              | 1R             | NH             | NH             | NH             | QF             | A              |                | QF ('23)           |
| China Open                       | A              | 2R             | NH             | NH             | NH             | 2R             | A              |                | 2R ('19, '23)      |
| Arctic Open                      | N/A            | N/A            | NH             | NH             | NH             | A              | QF             |                | QF ('24)           |
| Denmark Open                     | A              | 1R             | A              | 2R             | 1R             | 1R             | QF             |                | QF ('24)           |
| French Open                      | A              | 2R             | NH             | 1R             | 2R             | 1R             | 1R             |                | 2R ('19, '22)      |
| Hylo Open                        | A              | A              | A              | SF             | QF             | A              | A              |                | SF ('21)           |
| Korea Masters                    | 2R             | A              | NH             | NH             | 2R             | A              | A              |                | 2R ('18, '22)      |
| Japan Masters                    | NH             | NH             | NH             | NH             | NH             | 2R             | 2R             |                | 2R ('23, '24)      |
| China Masters                    | A              | 2R             | NH             | NH             | NH             | 2R             | A              |                | 2R ('19, '23)      |
| Syed Modi International          | F              | A              | NH             | NH             | A              | A              | A              |                | F ('18)            |
| Super Series / World Tour Finals | d.n.q.         | d.n.q.         | d.n.q.         | d.n.q.         | SF             | d.n.q.         | d.n.q.         |                | SF ('22)           |
| Akita Masters                    | SF             | A              | NH             | NH             | NH             | NH             | NH             | NH             | SF ('18)           |
| New Zealand Open                 | A              | 1R             | NH             | NH             | NH             | NH             | NH             | NH             | 1R ('19)           |
| Jahresendrangliste               | 28             | 21             | 18             | 22             | 9              | 18             | 18             |                | 9                  |
| Wettbewerb                       | 2018           | 2019           | 2020           | 2021           | 2022           | 2023           | 2024           | 2025           | Best               |